# Andropogon glaziovii
Andropogon glaziovii är en gräsart som beskrevs av Eduard Hackel. Andropogon glaziovii ingår i släktet Andropogon och familjen gräs. Inga underarter finns listade i Catalogue of Life.